# هو فریزر
هو فریزر (به انگلیسی: Hew Fraser; ۲۵ ژوئیهٔ ۱۸۷۷ – ۱۱ اوت ۱۹۳۸) بازیکن هاکی روی چمن اهل بریتانیا بود.